# Дубенська Красногірська ікона Божої Матері
Дубенська Красногірськая ікона Божої Матері (Дубицька) — чудотворна ікона Богородиці, яка шанується православною церквою. Святкування ікони здійснюється в день Переполовення П'ятдесятниці та 7 лютого (н.с.) за службою Божій Матері «Вгамуй мої печалі».

## Історія
Ікона явилась на дубі в околицях Красногірського монастиря, Черкаська область, Україна, і з тих пір стала найбільш шанованою святинею обителі.
В часи середньовіччя місцевість, де пізніше був заснований монастир, була вкрита густим лісом. На пагорбах росли кущі, що весною розквітали яскраво-рожевим кольором. Звідси й походить назва урочища — Красна гірка та обителі — Красногірська.
Час заснування монастиря — поч. XVII ст. Згідно переказам, один інок, який прибув в місцевість Червона Гірка з Константинополя по велінню Божої Матері, яка явилася йому у видінні, він був першим відлюдником, який там оселився. Чернець молився перед вирізаною ним на корі дерева іконою, яка отримала назву Корецька ікона Божої Матері та згодом була прикрашена фарбами і ризою.
Це була перша місцева ікона, перед якою молився інок з Константинополя.
Невдовзі ченцям, які зібралися навколо відлюдника, була явлена на дубі ікона Божої Матері, яка згодом названа Дубенською Красногірською іконою Богородиці; «…На дійсність цього явища і почасти на час його вказує старовинна картина, яка знаходиться на дверях однієї з монастирських келій; на цій картині зображений чернець, що молиться перед образом, що знаходяться на дереві»..
Ченці з молитвою зняли ікону з дерева і помістили в церкві імені вмч. Георгія Переможця, а потім у побудований в 1680–1687 рр. дерев'яний Покровський храм, та розмістили над царськими воротами.
Власник земель козак Іван Шебет-Слюжка подарував Красну гірку відлюднику для перетворення її в обитель. За переказом, першим ігуменом обителі був отець Йосиф (Григорович), який керував нею до глибокої старості.
Свято-Покровська обитель проіснувала до 25 березня 1922 року, коли була пограбована більшовиками і закрита. При цьому вигнали понад 700 черниць та послушниць.
Після цих страшних подій сліди чудотворного образу губляться. За однією з версій, ікона пропала під час евакуації музейних фондів (потрапила під бомбардування), за іншою — знаходиться в приватному зберіганні.
У Красногірському монастирі, який було відкрито в 1941 році, зберігається шанована копія Дубенської ікони, написану в 1864 році.
Пам'ять Дубенської ікони Божої Матері святкується двічі: у день Переполовення П'ятидесятниці, у пам'ять про захист від пожежі та епідемії віспи (у цей день ікону обносять з хресним ходом по всім келіям та приміщенням зі співанням акафіста) та 25 січня (7 лютого за новим стилем) — за службою Божій Матері «Утоли мої печалі».

## Іконографія

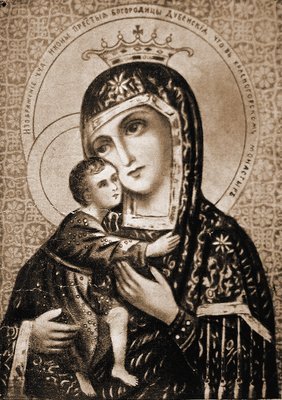
Літографія оригиналу ікони (поч. XX ст.)

Про іконографію стародавньої ікони можна судити по літографії. Ікона належить до типу «Елеуса» (Умиління) і близька до Володимирської ікони Божої Матері. Немовля Христос сидить на правій руці Богородиці, охопивши лівої ручкою Її шию і припавши головкою до щоки Матері; ліва ніжка Богонемовляти відкрита вище коліна. В сьогоднішній час відомо декілька списків ікони, один з них, прикрашений карбованим окладом з камінням, він був викрадений 29 жовтня 1994 р.
На сьогоднішній час в монастирі знаходиться дві копії ікони:
- перша — це невеликих розмірів шанований образ в окладі поміщений в кіоті на північній стіні церкви в честь Покрови Пресвятої Богородиці;
- друга — це найдавніший підписаний і датований список Дубенської ікони, — у вівтарі того ж храму. Він був привезений до монастир у 2004 р., напередодні святкування ікони, в день Преполовення П'ятидесятниці. Його знайшли в одному з покинутих будинків недалеко від Вологди. Ікона по письму та особливостям надпису має західноруське походження і дечим відрізняється від стародавнього образу; можливо, належала переселенцям з України. У порівнянні із зображенням на літографії Мафорій Богоматері має трикутний, а не квадратний виріз у горловини. Немовля Христос одягнений у білий хітон і охристий гіматій, а не в сорочечку, підв'язану паском. Його лик повернутий майже фронтально, очі дивляться прямо. У положенні фігур і рук розбіжностей немає. Фон червонуватий, німби виконані у вигляді світіння охристого кольору з промальованими в ньому червоними променями.

## Молитва
«Царице моя Преблагая, Надіє моя Богородице! Заступнице сиріт і подорожніх Пристановище! Скорботних Радосте, ображених Покровителько. Бачачи мою біду, бачачи мою скорботу, поможи мені як немічному, покермуй мною як подорожнім. Образу мою знаючи, розріши її, як бажаєш. Бо не маю іншої помочі, окрім Тебе, ані іншої заступниці, ані благої утішительниці, лише Тебе, о, Богомати, що збереже й покриє мене по віки віків. Амінь.»